# Арнос
Арно́с (фр. Arnos) — коммуна во Франции, находится в регионе Аквитания. Департамент — Атлантические Пиренеи. Входит в состав кантона Арти-э-Пеи-де-Субестр. Округ коммуны — По.
Код INSEE коммуны — 64048.

## География

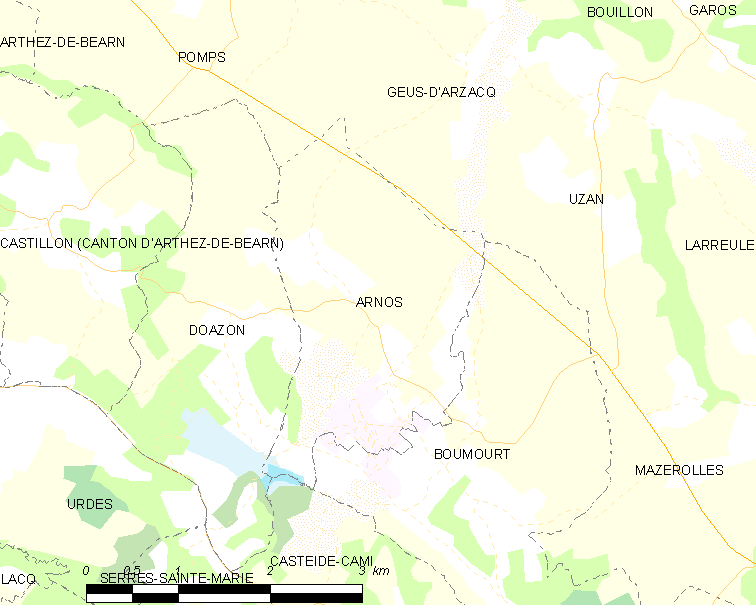
Карта коммуны

Коммуна расположена приблизительно в 640 км к югу от Парижа, в 155 км южнее Бордо, в 22 км к северо-западу от По.

### Климат
Климат тёплый океанический. Зима мягкая, средняя температура января — от +5°С до +13°С, температуры ниже −10 °C бывают редко. Снег выпадает около 15 дней в году с ноября по апрель. Максимальная температура летом порядка 20-30 °C, выше 35 °C бывает очень редко. Количество осадков высокое, порядка 1100 мм в год. Характерна безветренная погода, сильные ветры очень редки.

## Население
Население коммуны на 2010 год составляло 71 человек.
| 1962 | 1968 | 1975 | 1982 | 1990 | 1999 | 2010 |
| ---- | ---- | ---- | ---- | ---- | ---- | ---- |
| 71   | 74   | 63   | 70   | 68   | 68   | 71   |

## Администрация
| Период | Период | Фамилия      | Партия | Примечания |
| ------ | ------ | ------------ | ------ | ---------- |
| 1995   | 2001   | Андре Бурдьё |        |            |
| 2001   | 2020   | Ален Педежер |        |            |

## Экономика
В 2010 году среди 39 человек трудоспособного возраста (15-64 лет) 30 были экономически активными, 9 — неактивными (показатель активности — 76,9 %, в 1999 году было 80,5 %). Из 30 активных жителей работали 30 человек (15 мужчин и 15 женщин), безработных не было. Среди 9 неактивных 4 человека были учениками или студентами, 4 — пенсионерами, 1 был неактивными по другим причинам.

## Фотогалерея

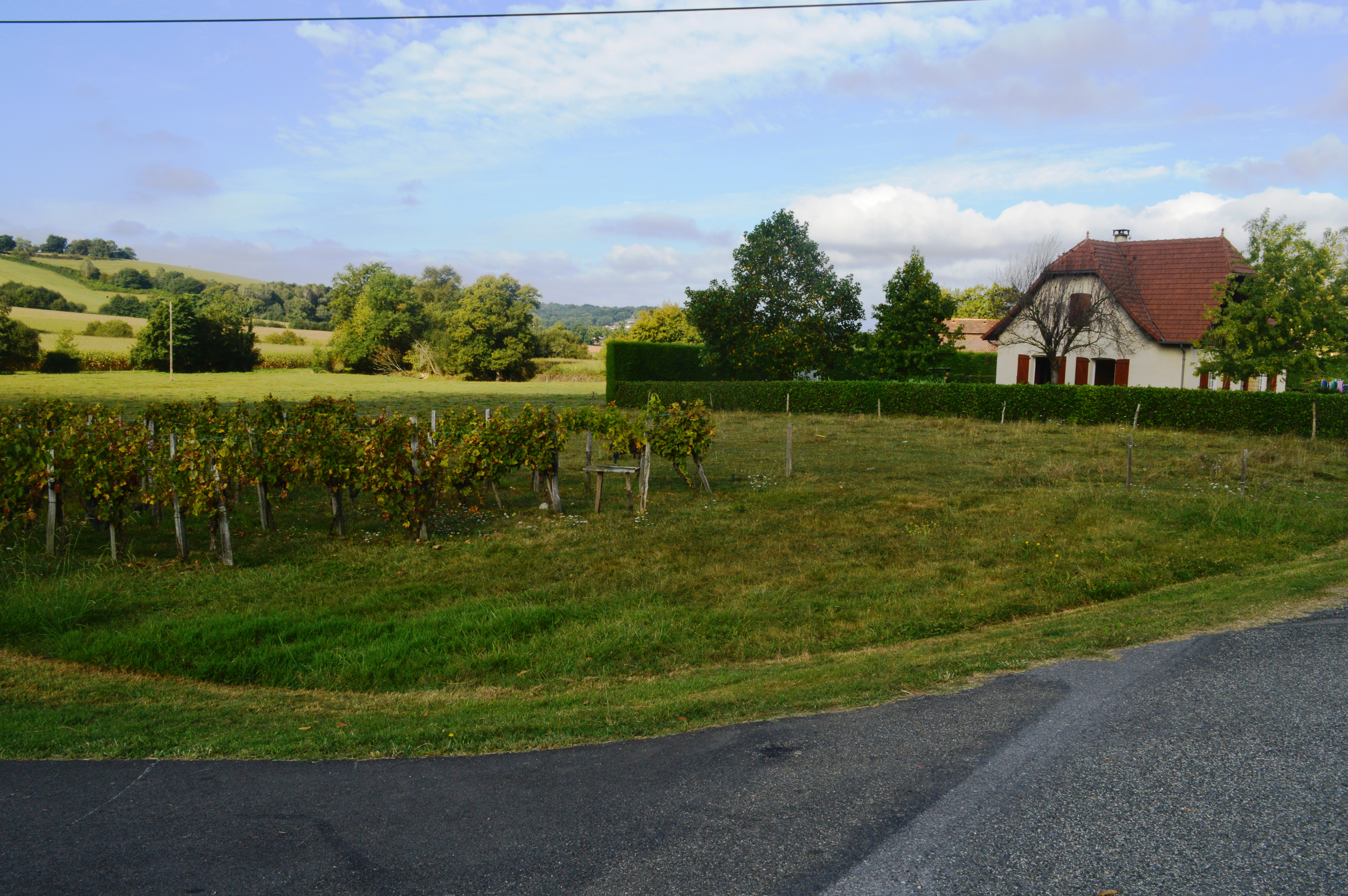
Арнос
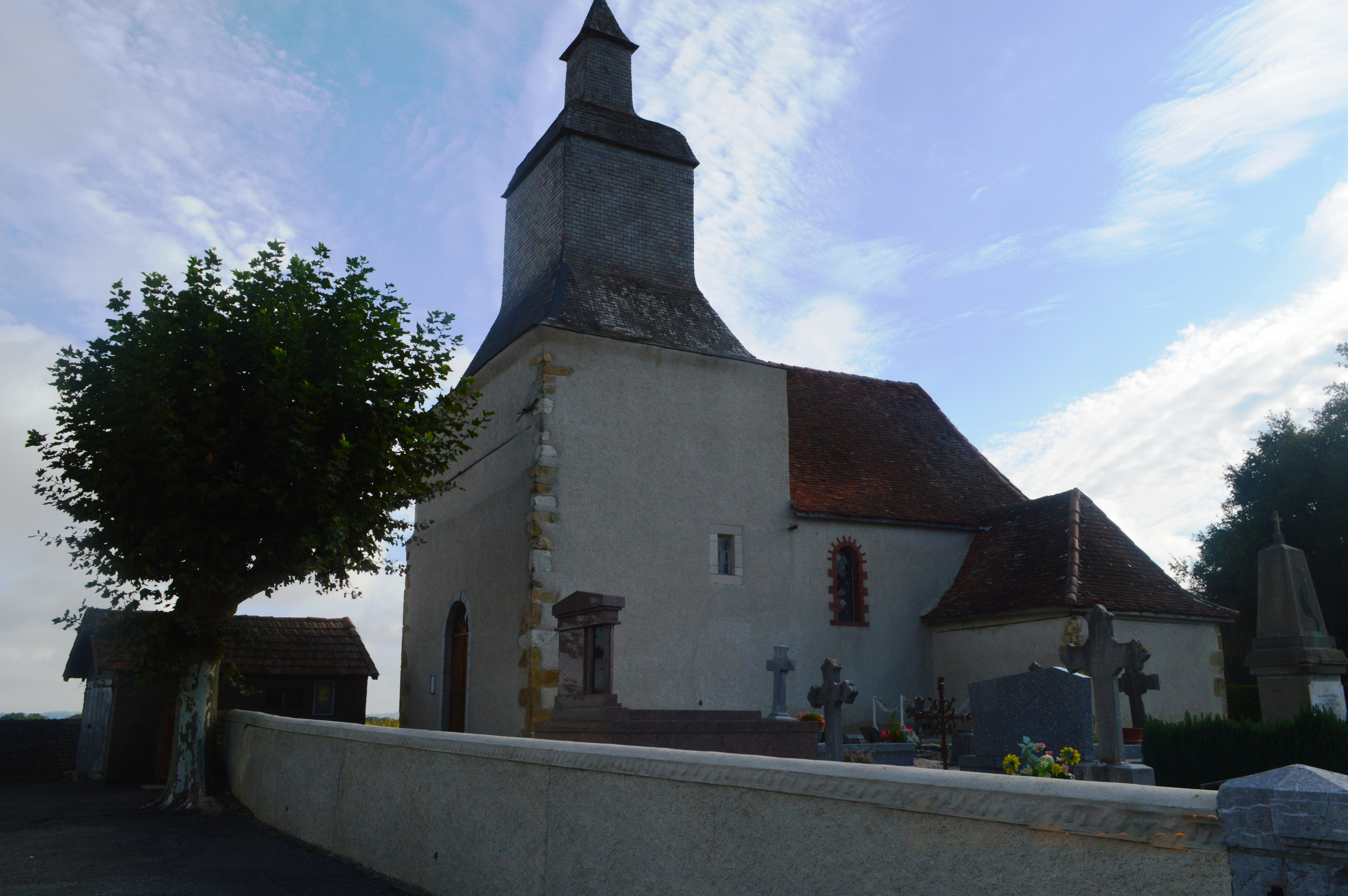
Церковь
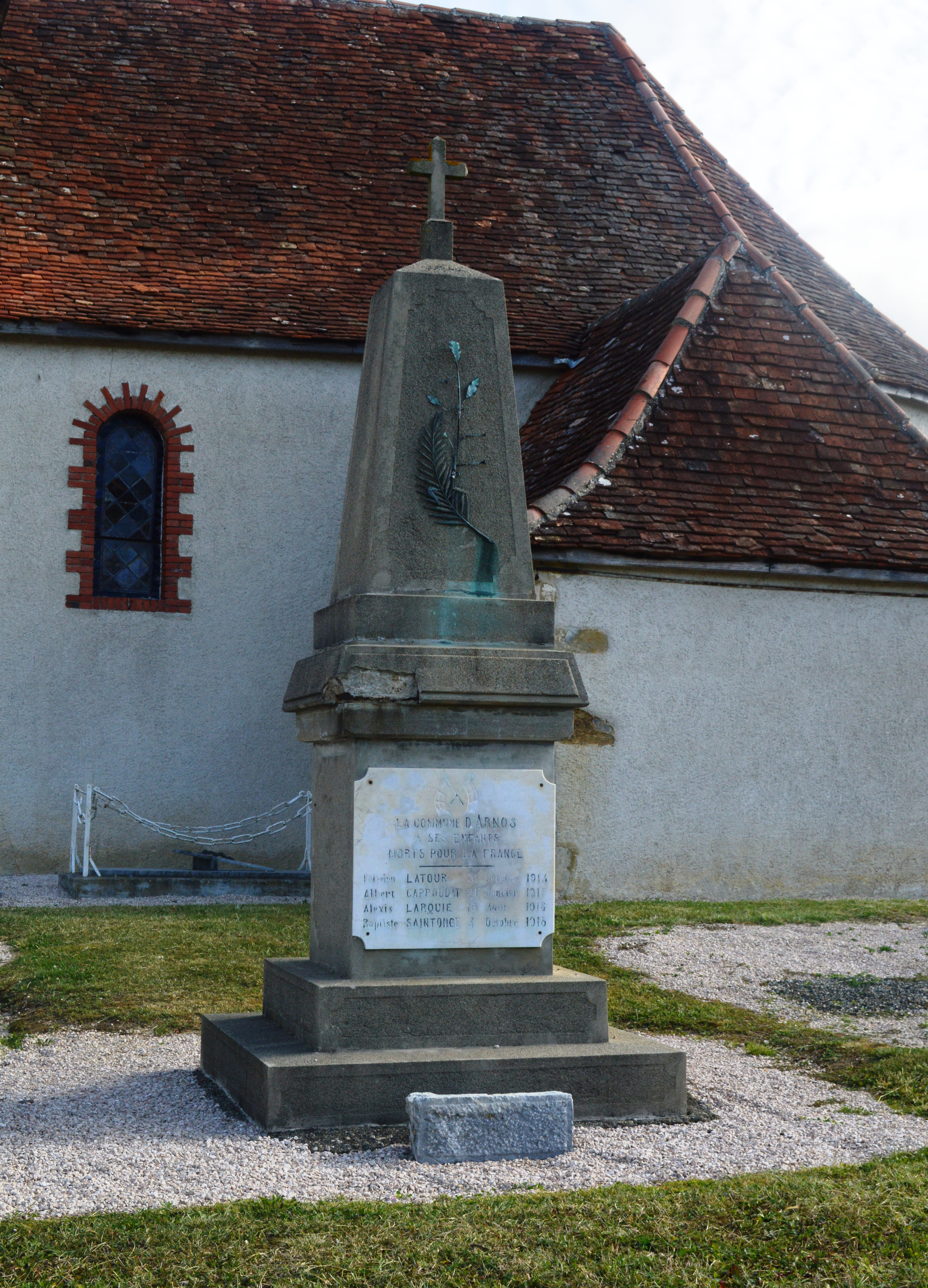
Военный мемориал
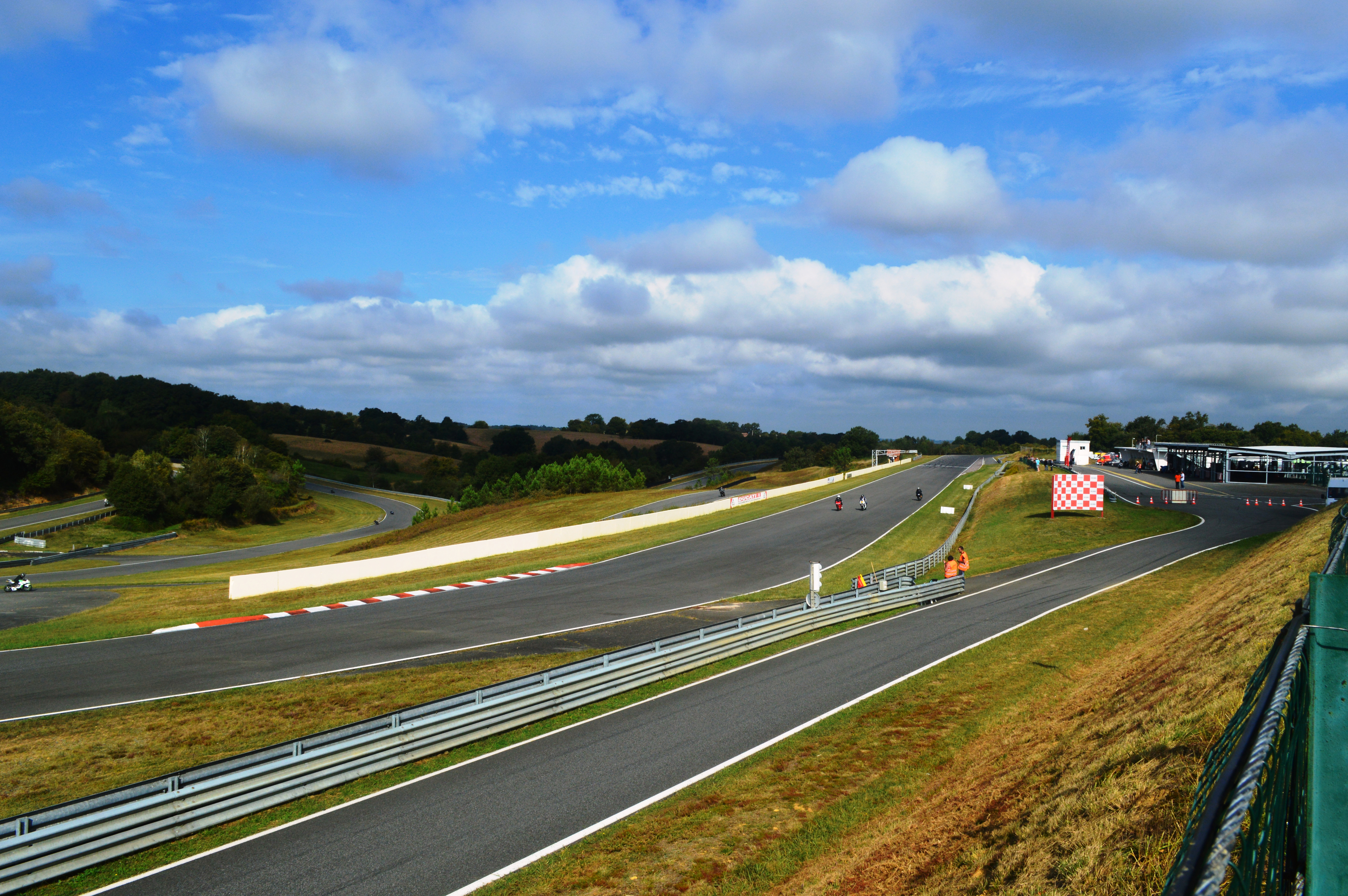
Гоночная трасса